# آنا ریتا
آنا ریتا (انگلیسی: Ana Rita؛ زادهٔ ۸ اوت ۱۹۷۶) بازیکن فوتبال اهل پرتغال است.
وی همچنین در تیم ملی فوتبال زنان پرتغال بازی کرده‌است.